# ASAP (T.I.)
ASAP (acronimo di As Soon As Possible, che in italiano significa "Il più presto possibile") è il terzo singolo del rapper statunitense T.I. estratto dall'album Urban Legend. È stato prodotto da Sanchez Holmes.

## Informazioni
La canzone ha raggiunto la posizione n.75 nella chart Billboard Hot 100, la n.18 nella Hot R&B/Hip-Hop Songs e la n.14 nella Hot rap Tracks. In Regno Unito ha raggiunto la posizione n.30.
Fa inoltre parte della colonna sonora del videogioco "Midnight Club 3 - DUB Edition".
Nel testo, scritto dallo stesso T.I., il rapper si difende da tutte le critiche fattegli ed esige di pretendere rispetto in quanto si autoproclama "campione del Southern rap" ("champion of Southern rap").
Il remix ufficiale è in collaborazione col gruppo P$C.

## Videoclip
Il videoclip contiene un cameo di David Banner, Mike Epps e dei membri del gruppo P$C Mac Boney e Big Kuntry (che tra l'altro rappano anche, ma solo nel video) ed illustra una storia fittizia: T.I. è ricercato dalla polizia ed ordina al P$C di distrarre tutti i testimoni chiave che potrebbero incriminarlo. Il rapper finisce lo stesso in prigione, ma viene liberato e parte su un jet privato. Alla fine del videoclip, è possibile sentire un pezzo del brano "Motivation", presente anch'esso in "Urban Legend".

## Posizioni in classifica
| Chart (2005)                          | Posizione massima |
| ------------------------------------- | ----------------- |
| Billboard Hot 100 (USA)               | 75                |
| Billboard Hot R&B/Hip-Hop Songs (USA) | 18                |
| Billboard Hot Rap Tracks (USA)        | 14                |
| Billboard Hot RingMasters (USA)       | 18                |
| Official Singles Chart (UK)           | 30                |